# Fort Meade (Maryland)
Fort Meade é uma Região censo-designada localizada no estado americano de Maryland, no Condado de Anne Arundel.
Fort Meade é a sede a Agência de Segurança Nacional, que está localizada na base do exército norte-americano Fort George G. Meade.

## Demografia
Segundo o censo americano de 2000, a sua população era de 9882 habitantes.

## Geografia
De acordo com o United States Census Bureau tem uma área de
17,1 km², dos quais 17,1 km² cobertos por terra e 0,0 km² cobertos por água.

## Localidades na vizinhança
O diagrama seguinte representa as localidades num raio de 8 km ao redor de Fort Meade.